# Río Cucutilla
El Río Cucutilla es una corriente de agua menor, en el departamento de Norte de Santander, Colombia. Se encuentra a una altitud de 1412 metro sobre el nivel del mar.
Baña las fértiles tierras del municipio homónimo Cucutilla y en menor proporción otros municipios aledaños.